# Szalej
Szalej (Cicuta L.) – rodzaj roślin z rodziny selerowatych. Obejmuje 4 lub 8 gatunków. Występują one w strefie klimatu umiarkowanego półkuli północnej. W Europie rośnie jeden gatunek – szalej jadowity Cicuta virosa, należący także do polskiej flory. Wszystkie gatunki z tego rodzaju (zwłaszcza jednak północnoamerykański C. maculata) należą do najbardziej toksycznych i gwałtownie działających roślin trujących półkuli północnej (w przypadku spożycia). Są to rośliny wodne i bagienne.

## Morfologia
PokrójNagie rośliny zielne z rozgałęziającym się, zgrubiałym kaudeksem, z którego wyrastają wzniesione pędy i wiązkowy system korzeniowy, nierzadko z bulwiasto zgrubiałymi korzeniami.
Liście1–3-krotnie pierzasto złożone, z listkami wąskimi, piłkowanymi lub wcinanymi.
KwiatyCzęściowo obupłciowe, a częściowo męskie, zebrane są w baldaszki, które tworzą wielopromieniowe baldachy złożone. Pokryw brak lub są nieliczne, z pokrywkami jest podobnie lub bywają liczne. Kielich z 5 wyraźnymi ząbkami. Płatki korony białe, odwrotnie jajowate, na końcu wycięte, z wąską łatką.
OwoceRozłupnie nagie, jajowate do kulistych, bocznie spłaszczone. Żebra szerokie, tępe.

## Systematyka
Homonim taksonomiczny
Cicuta Mill. = Conium L.
Pozycja systematyczna
Rodzaj w obrębie rodziny selerowatych (baldaszkowatych) Apiaceae klasyfikowany jest do podrodziny Apioideae, plemienia Oenantheae.
Wykaz gatunków
- Cicuta bulbifera L.
- Cicuta douglasii (DC.) J.M.Coult. & Rose
- Cicuta maculata L.
- Cicuta virosa L. – szalej jadowity